# Bleach (manga i anime)
Bleach (jap. ブリーチ Burīchi) – manga autorstwa Tite Kubo, publikowana na łamach magazynu „Shūkan Shōnen Jump” wydawnictwa Shūeisha od sierpnia 2001 do sierpnia 2016. Całość została zebrana w 74 tomach. Polski przekład mangi ukazał się nakładem wydawnictwa Japonica Polonica Fantastica.
Na jej podstawie studio Pierrot stworzyło serial anime, który nadawano od października 2004 do marca 2012 na antenie TV Tokyo. W Polsce serial emitowany był w latach 2007–2012 na kanale Hyper. Od października 2018 anime emitowane jest również w stacji Polsat Games.
W 2005 roku manga otrzymała 50. nagrodę Shōgakukan Manga w kategorii shōnen. Do 2022 roku seria rozeszła się w ponad 130 milionów egzemplarzy na całym świecie, co czyni ją jedną z najlepiej sprzedających się mang w historii.

## Zarys fabuły
Akcja odgrywa się w fikcyjnym mieście Karakura (jap. 空座). Opowiada o przygodach 15-letniego ucznia obdarzonego zdolnością widzenia duchów. Początkowo historia obejmowała losy Ichigo Kurosakiego i jego towarzyszki, Rukii Kuchiki, twierdzącą że jest Shinigami (Bogiem Śmierci) ścigającą złe istoty zwane Pustymi (Hollow). Kurosaki początkowo nie wierzy w jej opowieść, jednakże chwilę później jego dom zostaje zaatakowany przez jedną z tych istot. Rukia zostaje ranna podczas obrony jego rodziny i przekazuje Ichigo swoją moc, czyniąc z niego „zastępczego shinigami” (jap. 死神代行 Shinigami Daikō). Chłopak ratuje swoją rodzinę jednakże ceną za to jest konieczność wykonywania pracy Shinigami. Dziewczyna, nie mogąc wrócić do „Społeczności Dusz” (Soul Society) z powodu utraty własnej mocy, decyduje się towarzyszyć mu w spełnianiu jego nowego powołania. Pierwsze rozdziały mangi skupiały się przede wszystkim na stopniowym wprowadzaniu i przedstawianiu głównych bohaterów, a także zapoznaniu widza z realiami świata.

## Manga
Manga Bleach została napisana i zilustrowana przez Tite Kubo. Była publikowana w czasopiśmie „Shūkan Shōnen Jump” wydawnictwa Shūeisha od 7 sierpnia 2001 do 22 sierpnia 2016. Jej rozdziały zostały zebrane w 74 tankōbonach, które były wydawane od 5 stycznia 2002 do 4 listopada 2016. Wydawnictwo Shūeisha opublikowało także pierwsze 21 tomów w sześciotomowej edycji zbiorczej zatytułowanej Resurrected Souls. Pierwszy tom tej edycji wydano 22 sierpnia 2011, natomiast ostatni 23 stycznia 2012.
W Polsce manga została wydana w latach 2009–2023 nakładem wydawnictwa Japonica Polonica Fantastica.

## Anime
Serial anime Bleach był emitowany w Japonii na kanale TV Tokyo we wtorki o godzinie 18:00 od 5 października 2004 do 27 marca 2012, licząc łącznie 366 odcinków. Serial wyreżyserował Noriyuki Abe, a za produkcję odpowiadało studio Pierrot. Masashi Sogo pełnił funkcję głównego scenarzysty odcinków 1–229 oraz 266–316, Tsuyoshi Kida odpowiadał za scenariusz odcinków do 230–265, natomiast głównym scenarzystą odcinków 317–366 był Kento Shimoyama. Projekty postaci wykonał Masashi Kudō, a ścieżkę dźwiękową do anime skomponował Shirō Sagisu. Powstały także dwa odcinki OVA. Pierwszy z nich, Bleach: Memories in the Rain, miał swoją premierę w 2004 roku podczas wydarzenia Jump Festa. Drugi, Bleach: The Sealed Sword Frenzy, zaprezentowano w 2005 roku podczas kolejnej edycji Jump Festa.
Serial został wydany w Japonii na 88 płytach DVD, opublikowanych przez Aniplex między 2 lutego 2005 a 23 stycznia 2013. 29 lipca 2009 wydano „TV Animation Bleach 5th Anniversary Box”, który zawierał 18 płyt DVD (w tym trzy bonusowe). 24 listopada 2010 Aniplex opublikował specjalne wydanie DVD „2004 & 2005 Bleach Jump Anime Tour” zawierające dwa odcinki OVA: Memories in the Rain i The Sealed Sword Frenzy.
Emisja serialu Bleach w Polsce rozpoczęła się 12 września 2007 na kanale Hyper. Anime było nadawane w czterech seriach. W ramach pierwszej wyemitowano odcinki 1–26, a następnie 27–52. 27 maja 2009, pod nazwą Bleach 2, stacja rozpoczęła emisję odcinków 53–74. Następne 57 odcinków tej serii (75–109) nadawane było od 30 października do 3 grudnia 2009. Trzecia seria zadebiutowała 14 marca 2010 (odcinki 110–143). Kolejne 24 odcinki (144–167) były emitowane od 3 do 26 stycznia 2012. Od 2 maja do 14 czerwca 2012 nadawana była seria czwarta, obejmująca odcinki 168–212. Wersję polską z napisami opracowało Studio Publishing. 15 października 2018 serial ten powrócił do polskiej telewizji na kanale Polsat Games. Od 1 lutego 2023 seria dostępna jest również za pośrednictwem platformy Disney+.
W marcu 2020, podczas transmisji na żywo „Bleach 20th Anniversary Project & Tite Kubo New Project Presentation” ogłoszono, że ostatni wątek fabularny, obejmujący tomy mangi od 55 do 74, zostanie zekranizowany w formie anime. W listopadzie 2021 podano do wiadomości, że nowy projekt będzie serialem telewizyjnym zatytułowanym Bleach: Thousand-Year Blood War (jap. BLEACH 千年血戦篇 Burīchi sennen kessen-hen). Tomohisa Taguchi zastąpił Noriyukiego Abe na stanowisku reżysera, za scenariusz odpowiadają Taguchi i Masaki Hiramatsu, a za animację ponownie studio Pierrot. Masashi Kudō powrócił jako projektant postaci, a Shirō Sagisu jako kompozytor muzyki. Seria będzie składać się z czterech części z przerwami pomiędzy nimi. Emisja pierwszej, z podtytułem The Blood Warfare, rozpoczęła się 11 października 2022 w stacji TV Tokyo i zakończyła 27 grudnia tego samego roku, licząc 13 odcinków. Druga 13-odcinkowa część, The Separation, była emitowana od 8 lipca do 30 września 2023. Trzecia część, The Conflict, obejmująca 14 odcinków, została wyprodukowana przez drugie studio Pierrota, Pierrot Films, i była emitowana od 5 października do 28 grudnia 2024. Po jej zakończeniu ogłoszono czwartą i ostatnią część serialu, zatytułowaną The Calamity.

### Ścieżka dźwiękowa
| Nr             | Odcinki  | Tytuł                                                                   | Wykonawca                | Źródło   |
| Czołówka       | Czołówka | Czołówka                                                                | Czołówka                 | Czołówka |
| -------------- | -------- | ----------------------------------------------------------------------- | ------------------------ | -------- |
| 1              | 1–25     | „*~Asterisk~” (jap. ＊〜アスタリスク〜 Asuterisuku)                     | Orange Range             | [ 14 ]   |
| 2              | 26–51    | „D-tecnoLife”                                                           | Uverworld                | [ 14 ]   |
| 3              | 52–74    | „Ichirin no hana” (jap. 一輪の花)                                       | High and Mighty Color    | [ 14 ]   |
| 4              | 75–97    | „Tonight, Tonight, Tonight”                                             | Beat Crusaders           | [ 14 ]   |
| 5              | 98–120   | „Rolling Star”                                                          | Yui                      | [ 14 ]   |
| 6              | 121–143  | „Alones”                                                                | Aqua Timez               | [ 14 ]   |
| 7              | 144–167  | „After Dark” (jap. アフターダーク Afutā dāku)                           | Asian Kung-Fu Generation | [ 14 ]   |
| 8              | 168–189  | „Chu-Bura”                                                              | Kelun                    | [ 14 ]   |
| 9              | 190–214  | „Velonica”                                                              | Aqua Timez               | [ 14 ]   |
| 10             | 215–242  | „Shōjo S” (jap. 少女S)                                                  | Scandal                  | [ 14 ]   |
| 11             | 243–265  | „Anima Rossa” (jap. アニマロッサ)                                       | Porno Graffitti          | [ 14 ]   |
| 12             | 266–291  | „Change”                                                                | Miwa                     | [ 14 ]   |
| 13             | 292–316  | „Ranbu no Melody” (jap. 乱舞のメロディ Ranbu no merodi)                 | Sid                      | [ 14 ]   |
| 14             | 317–342  | „Blue”                                                                  | Vivid                    | [ 14 ]   |
| 15             | 343–366  | „Harukaze” (jap. ハルカゼ)                                              | Scandal                  | [ 14 ]   |
| Napisy końcowe |          |                                                                         |                          |          |
| 1              | 1–13     | „Life is Like a Boat”                                                   | Rie Fu                   | [ 14 ]   |
| 2              | 14–25    | „Thank You!!” (jap. サンキュー!! Sankyū!!)                              | Home Made Kazoku         | [ 14 ]   |
| 3              | 26–38    | „Hōkiboshi” (jap. ほうき星)                                             | Younha                   | [ 14 ]   |
| 4              | 39–51    | „Happy People”                                                          | Skoop on Somebody        | [ 14 ]   |
| 5              | 52–63    | „Life”                                                                  | Yui                      | [ 14 ]   |
| 6              | 64–74    | „My Pace” (jap. マイペース Mai pēsu)                                    | SunSet Swish             | [ 14 ]   |
| 7              | 75–86    | „Hanabi” (jap. はなび)                                                  | Ikimonogakari            | [ 14 ]   |
| 8              | 87–97    | „Movin!!”                                                               | Takacha                  | [ 14 ]   |
| 9              | 98–109   | „Baby It’s You”                                                         | June                     | [ 14 ]   |
| 10             | 110–120  | „Sakura biyori” (jap. 桜日和)                                           | Mai Hoshimura            | [ 14 ]   |
| 11             | 121–131  | „Tsumasaki” (jap. 爪先)                                                 | Ore Ska Band             | [ 14 ]   |
| 12             | 132–143  | „Daidai” (jap. 橙)                                                      | Chatmonchy               | [ 14 ]   |
| 13             | 144–154  | „Tane o maku hibi” (jap. 種をまく日々)                                  | Kousuke Atari            | [ 14 ]   |
| 14             | 155–167  | „Kansha.” (jap. 感謝。)                                                 | Real Street Project      | [ 14 ]   |
| 15             | 168–179  | „Orange” (jap. オレンジ Orenji)                                         | Lil’B                    | [ 14 ]   |
| 16             | 180–189  | „Gallop” (jap. ギャロップ Gyaroppu)                                     | pe’zmoku                 | [ 14 ]   |
| 17             | 190–201  | „Hitohira no Hanabira” (jap. ヒトヒラのハナビラ)                        | Stereopony               | [ 14 ]   |
| 18             | 202–214  | „Sky Chord ~Otona ni naru kimi he~” (jap. Sky Chord 〜大人になる君へ〜) | Shion Tsuji              | [ 14 ]   |
| 19             | 215–229  | „Kimi wo mamotte, kimi o aishite” (jap. 君を守って君を愛して)           | Sambomaster              | [ 14 ]   |
| 20             | 230–242  | „Mad Surfer”                                                            | Kenichi Asai             | [ 14 ]   |
| 21             | 243–255  | „Sakurabito” (jap. さくらびと)                                          | SunSet Swish             | [ 14 ]   |
| 22             | 256–265  | „Tabidatsu kimi e” (jap. 旅立つキミへ)                                  | Real Street Project      | [ 14 ]   |
| 23             | 266–278  | „Stay Beautiful”                                                        | Diggy-MO’                | [ 14 ]   |
| 24             | 279–291  | „Echoes”                                                                | Universe                 | [ 14 ]   |
| 25             | 292–303  | „Last Moment”                                                           | Spyair                   | [ 14 ]   |
| 26             | 304–316  | „Song For...”                                                           | Rookiez Is Punk’d        | [ 14 ]   |
| 27             | 317–329  | „Aoi tori” (jap. アオイトリ)                                            | Fumika                   | [ 14 ]   |
| 28             | 330–342  | „Haruka Kanata” (jap. 遥か彼方)                                         | Unlimits                 | [ 14 ]   |
| 29             | 343–354  | „Re:pray”                                                               | Aimer                    | [ 14 ]   |
| 30             | 355–366  | „Mask”                                                                  | Aqua Timez               | [ 14 ]   |

### Filmy kinowe
Na podstawie serii powstały cztery pełnometrażowe filmy animowane, wszystkie wyreżyserowane przez Noriyukiego Abe, reżysera serialu telewizyjnego. Każdy z filmów przedstawia oryginalną historię, niezawartą w mandze.
Pierwszy film, zatytułowany Bleach: Memories of Nobody (jap. 劇場版BLEACH Memories of Nobody Gekijōban Burīchi: Memorīzu obu nōbadi), ukazał się w Japonii 16 grudnia 2006. W Polsce film został wydany na DVD 4 kwietnia 2011 przez Vision.
Drugi film, Bleach: DiamondDust Rebellion (jap. 劇場版BLEACH The DiamondDust Rebellion もう一つの氷輪丸 Gekijōban Burīchi: Za daiyamondo dasuto reberion mō hitotsu no hyōrinmaru), miał swoją premierę w Japonii 22 grudnia 2007. W Polsce film ukazał się na DVD 5 października 2011 nakładem wydawnictwa Vision.
Trzeci film nosi tytuł Bleach: Fade to Black (jap. 劇場版BLEACH Fade to Black 君の名を呼ぶ Gekijōban Burīchi: Feido to~u burakku kimi no na o yobu) i został wydany w Japonii 13 grudnia 2008.
Czwarty i ostatni film, Gekijōban Bleach: Jigoku-hen (jap. 劇場版BLEACH 地獄篇 Gekijōban Burīchi: Jigoku-hen), miał swoją premierę w japońskich kinach 4 grudnia 2010.

## Film live action
Na podstawie mangi powstał film live action w reżyserii Shinsuke Satō. W rolę Ichigo Kurosakiego wcielił się Sōta Fukushi, natomiast Rukię Kuchiki zagrała Hana Sugisaki. Premiera w japońskich kinach odbyła się 20 lipca 2018. 14 września 2018 produkcja została udostępniona w serwisie Netflix.

## Musicale
Manga została zaadaptowana na serię musicali rockowych, wyprodukowanych wspólnie przez studio Pierrot i Nelke Planning. Stworzono pięć musicali, które obejmowały fragmenty dwóch pierwszych wątków fabularnych, a także pięć dodatkowych występów znanych jako „Live Bankai Shows” i „Rock Musical Bleach Shinsei”, które nie były zgodne z fabułą mangi. Pierwsza seria spektakli miała miejsce w dniach 17–28 sierpnia 2005 w centrum Space Zero w Tokio.
Musicale zostały wyreżyserowane przez Takuyę Hiramitsu na podstawie scenariusza autorstwa Naoshi Okumury, a muzykę skomponował dramatopisarz Shoichi Tama. Utwory są całkowicie oryginalne i nie pochodzą ze ścieżki dźwiękowej anime. W rolę Ichigo Kurosakiego wcielił się Tatsuya Isaka, Rukię Kuchiki zagrała Miki Satō, natomiast rolę Renjiego Abaraia odegrał Eiji Moriyama.
W 2016 roku wyprodukowano kolejny musical z okazji 15-lecia mangi. Musical został wyreżyserowany i napisany przez Tsutsumiego Yasuyukiego, a rolę Ichigo Kurosakiego i Rukii Kuchiki zagrali odpowiednio Akira Takano i Chihiro Kai z grupy Dream5. Premiera odbyła się 28 lipca 2016 w AiiA 2.5 Theater Tokyo.

## Gry komputerowe
Seria Bleach doczekała się wielu gier komputerowych, z których większość to bijatyki. Pierwszą grą opartą na tej serii było Bleach: Heat the Soul, wydane 24 marca 2005 na konsolę PlayStation Portable. Większość tytułów ukazała się wyłącznie w Japonii, jednak Sega zlokalizowała trzy pierwsze gry na Nintendo DS oraz pierwszą grę na Wii na rynek Zachodni. Wszystkie dedykowane gry Bleach wydane na konsole Sony zostały opracowane i wydane przez SCEI, natomiast za gry na konsole Nintendo odpowiada Sega. W przypadku gier na Nintendo DS ich produkcją zajmuje się Treasure Co. Ltd..
W latach 2014 i 2015 wydano dwie gry mobilne – Bleach: Bankai Battle i Bleach: Brave Souls, dostępne na systemy iOS i Android. W 2017 roku firma Line ogłosiła wydanie gry o nazwie Bleach: Paradise Lost, stworzonej jako tytuł ekskluzywny dla jej komunikatora. W lipcu 2023 zapowiedziano grę konsolową Bleach: Soul Resonance, która zostanie wydana przez Nuverse. Z kolei w lipcu 2024 ogłoszono grę komputerową Bleach: Rebirth of Souls, której wydawcą jest Bandai Namco Entertainment. Premiera tytułu na platformy PlayStation 4, PlayStation 5, Windows (poprzez Steam) oraz Xbox Series X/S zaplanowana jest na 21 marca 2025.

## Książki

### Guidebook
- Bleach Official Character Book Soul’s (3 lutego 2006)

ISBN 4-08-874079-3.
- Bleach Official Animation Book Vibe’s. (3 lutego 2006)

ISBN 4-08-874080-7.

### Movie Guidebook
- Bleach Memories Of Nobody Movie Guide (8 grudnia 2006)
- Bleach Movie Guide (7 grudnia 2007)
- Bleach Fade to Black 君の名を呼ぶ Movie Guide (5 grudnia 2008)

### Powieści
| Nr | Tytuł                         | Data wydania (język japoński)                   | ISBN (język japoński)                                                |
| -- | ----------------------------- | ----------------------------------------------- | -------------------------------------------------------------------- |
| 1  | Letters From The Other Side   | 15 grudnia 2004                                 | ISBN 4-08-703149-7                                                   |
| 2  | The Honey Dish Rhapsody       | 30 października 2006                            | ISBN 4-08-703173-X                                                   |
| 3  | Spirits Are Forever With You  | 4 czerwca 2012                                  | ISBN 978-4-08-703265-9 ISBN 978-4-08-703266-6                        |
| 4  | The Death Save The Strawberry | 4 września 2012                                 | ISBN 978-4-08-703272-7                                               |
| 5  | WE DO knot ALWAYS LOVE YOU    | 27 grudnia 2016                                 | ISBN 978-4-08-703412-7                                               |
| 6  | Can’t Fear Your Own World     | 4 sierpnia 2017 2 listopada 2018 4 grudnia 2018 | ISBN 978-4-08-703424-0 ISBN 978-4-08-703464-6 ISBN 978-4-08-703466-0 |

### Powieści na bazie filmów
| Nr | Tytuł | Data wydania (język japoński) | ISBN (język japoński)  |
| -- | --- | ----------------------------- | ---------------------- |
| 1  | Gekijōban BLEACH – MEMORIES OF NOBODY (jap. 劇場版BLEACH – MEMORIES OF NOBODY)                                                     | 18 grudnia 2006               | ISBN 4-08-703174-8     |
| 2  | Gekijōban BLEACH The DiamondDust Rebellion mō hitotsu no Hyōrinmaru (jap. 劇場版BLEACH The DiamondDust Rebellion もう一つの氷輪丸) | 22 grudnia 2007               | ISBN 978-4-08-703189-8 |
| 3  | Gekijōban BLEACH Fade to Black kimi no na wo yobu (jap. 劇場版BLEACH Fade to Black 君の名を呼ぶ)                                   | 15 grudnia 2008               | ISBN 978-4-08-703197-3 |
| 4  | Gekijōban BLEACH jigoku-hen (jap. 劇場版BLEACH 地獄篇)                                                                             | 6 grudnia 2010                | ISBN 978-4-08-703234-5 |

### Inne
- Kolekcja ilustracji Bleach (jap. BLEACHイラスト集) – All Colour But The BLACK (4 grudnia 2006)

ISBN 978-4-08-874173-4.
- PAINT JUMP Art of BLEACH (4 kwietnia 2008)

ISBN 978-4-08-782167-3.

## Odbiór

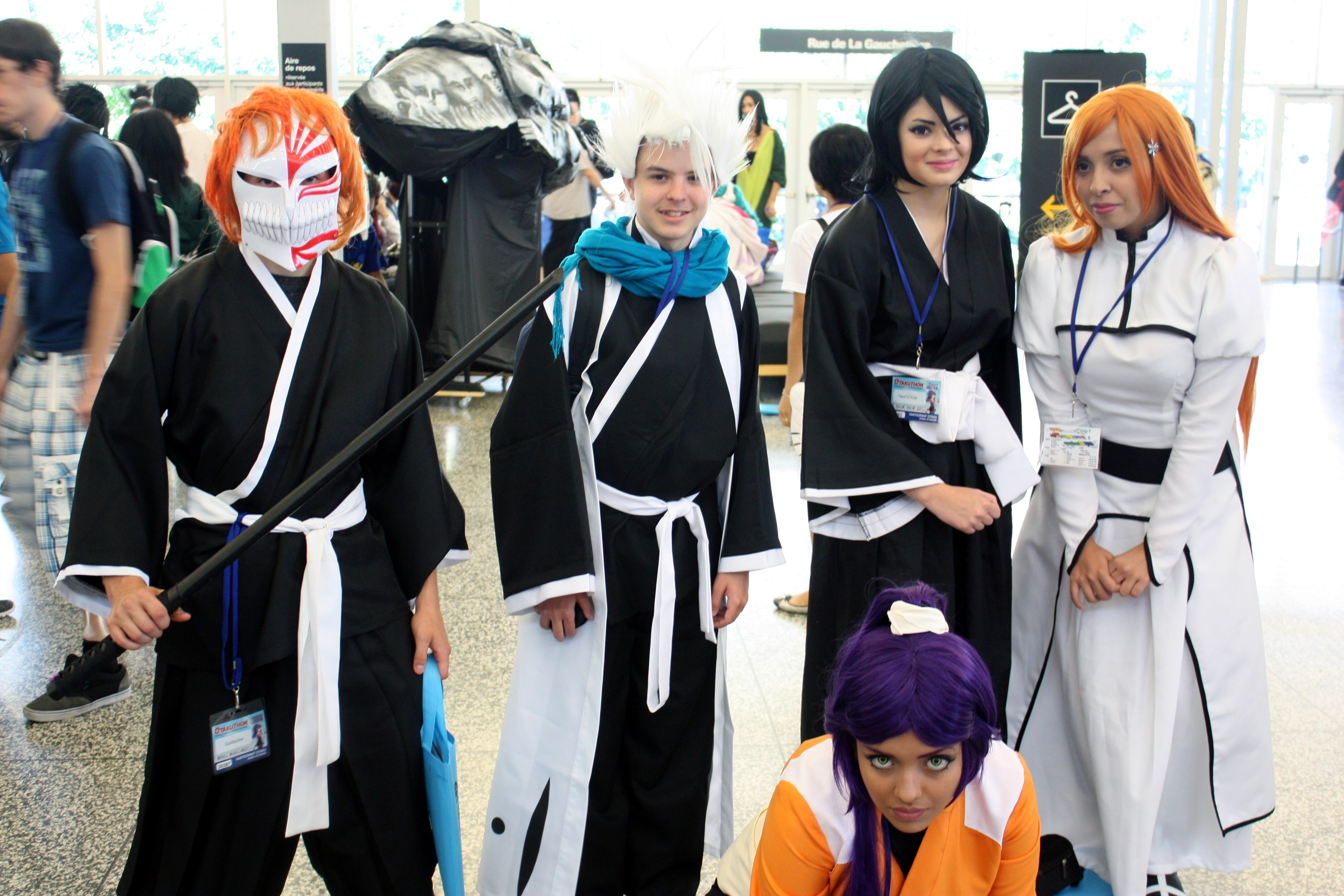
Fani przebrani za postacie z Bleacha (2014)

W 2005 roku manga Bleach zdobyła nagrodę Shōgakukan Manga w kategorii shōnen. W 2006 roku Bleach został uznane za siódme najlepsze anime według miesięcznika Animage. Rok później uplasował się na czwartej pozycji. Twórcy polskojęzycznego czasopisma tanuki.pl pozytywnie ocenili Bleacha – zarówno manga i anime otrzymały ocenę recenzenta: 8/10 oraz redakcji: 6/10.

### Sprzedaż
| Data         | 2013       | 2017       | 2018        | 2022        |
| ------------ | ---------- | ---------- | ----------- | ----------- |
| Liczba sztuk | 82 000 000 | 90 000 000 | 120 000 000 | 130 000 000 |